# Fiskalösen (Lerbäcks socken, Närke)
Fiskalösen är en sjö i Askersunds kommun i Närke och ingår i Motala ströms huvudavrinningsområde.